# 小行星7040
小行星7040（英語：7040 Harwood）是一颗围绕太阳公转的小行星。1960年9月24日，C. J. 万·豪敦、I. 万·豪敦-格勒内费尔德、T. 赫雷爾斯在帕洛马山发现了此天体。
該小行星的绝对星等为54.23905141807116等。
該小行星以美國天文學家瑪格麗特·哈伍德的名字命名。